# اکتور لوکتی
اکتور لوکتی (اسپانیایی: Héctor Lucchetti‎; ۹ مارس ۱۹۰۵ – نامشخص) شمشیرباز اهل آرژانتین بود.
وی در مسابقات کشوری و بین‌المللی در مجموع برندهٔ ۱ مدال برنز شده‌است.